# Defense Special Missile and Astronautics Center
Das Defense Special Missile and Astronautics Center ist eine Dienststelle im OPS 1 der National Security Agency (NSA), welche bisher stets von einem Zivilisten der NSA als Direktor und einem Oberst der DIA als Vize geleitet wurde. 
Sie wurde am 27. April 1964 vom damaligen Verteidigungsminister Robert McNamara infolge der Kuba-Krise gegründet. Man wollte die Wahrscheinlichkeit einer Gefahr ausländischer Raketen damit besser einschätzen können. Weiters wollte man nicht „dass NORAD mit Technologien herumdilettierte, die die Leute dort nicht verstanden, oder den Versuch machten, einen Haufen Rohdaten zu bewerten“ um es nach General Daniel O. Graham, einem früheren Direktor der DIA, auszudrücken. 
Mit DEFSMAC werden laufend jegliche Raketenabschüsse oder -starts registriert. Es soll sogar möglich sein, den Raketentyp herauszufinden. Seit Ende des Kalten Krieges wuchs die Belegschaft auf 230. Abgefangene Daten gibt DEFSMAC an das National Telemetry Processing Center weiter, das die Ergebnisse der Telemetrie verarbeitet.